# Pobiedziska Letnisko
Pobiedziska Letnisko – przystanek kolejowy w Pobiedziskach, w dzielnicy Letnisko Leśne w województwie wielkopolskim, w Polsce. Według klasyfikacji PKP ma kategorię dworca lokalnego. Przystanek położony jest na linii kolejowej z Poznania Wschodu do Żeleznodorożnego. Został oddany do użytku we wrześniu 1983 roku dzięki wysiłkom mieszkańców osiedla Letnisko Leśne.

## Ruch pasażerski
| Rok  | Wymiana pasażerska na dobę |
| ---- | -------------------------- |
| 2017 | 200-299                    |
| 2022 | 200-299                    |

Przy stacji istnieje stacja roweru miejskiego.
Na przełomie stycznia i lutego 2019 PKP podpisały z konsorcjum firm Helifactor i MERX umowę na budowę tzw. innowacyjnego dworca systemowego w formie klimatyzowanej poczekalni wraz pomieszczenia kas biletowych i przestrzenią dla punktów handlowo-usługowych. Nowy budynek dworca został oddany do użytku 25 czerwca 2021 roku.